# كيليان سينكبيل
كيليان سينكبيل (بالألمانية: Kilian Senkbeil)‏ (مواليد 22 مايو 1999) هو لاعب كرة قدم ألماني يلعب كمدافع في نادي بايرن ميونخ ب.

## روابط خارجية
- كيليان سينكبيل على موقع الاتحاد الأوربي (الإنجليزية)
- كيليان سينكبيل على موقع قاعدة بيانات كرة القدم.إي يو (الإنجليزية)
- كيليان سينكبيل على موقع عالم كرة القدم.نت (الإنجليزية)